# Born to Die
Pour l’article homonyme, voir Born to Die (chanson).
Albums de Lana Del Rey
Lana Del Ray
(2010) Paradise
(2012)
Born to Die est le troisième album studio de Lana Del Rey et le premier produit par une grande maison de disques. L'album est sorti le 27 janvier 2012 sur iTunes et le 30 janvier 2012 par Interscope Records, Polydor et Stranger Records en CD.
Après avoir signé un contrat d'enregistrement avec Stranger en juin 2011, elle sort son premier single, Video Games, qui l'a popularisée sur le web. Video Games a été inclus dans Born to Die, qui a donné cinq autres singles : Born to Die, Blue Jeans, Summertime Sadness, National Anthem et Dark Paradise.
Musicalement, Born to Die est un album pop dérivé de genres musicaux comme le hip-hop alternatif, le trip hop, et l'indie pop.
Le 12 novembre 2012, une réédition sort sous le titre de Born to Die : The Paradise Edition intégrant les titres compris sur le EP Paradise.
Le 17 janvier 2018, l'album devient officiellement l'un des trois seuls albums par une artiste féminine à être resté 300 semaines dans le Billboard 200. En septembre 2023, il devient le deuxième album par une artiste féminine à rester au moins 500 semaines dans le classement américain, après 21 d'Adele.
Début 2019, Born to Die dépasse la barre symbolique des 10 millions d'albums vendus. Il a été par ailleurs téléchargé plus de 4 milliards de fois.

## Singles
Le premier single de l'album est Video Games, il est suivi par Born to Die, Blue Jeans puis National Anthem. Summertime Sadness et Dark Paradise sont les derniers singles de l'album.

## Liste des pistes
| 1.    | Born to Die                 | Lana Del Rey, Justin Parker       | Emile Haynie           | 4:46 |
| 2.    | Off To The Races            | Del Rey, Tim Larcombe             | Patrick Berger, Haynie | 5:00 |
| 3.    | Blue Jeans                  | Del Rey, Haynie, Dan Heath        | Haynie                 | 3:30 |
| 4.    | Video Games                 | Del Rey, Parker                   | Parker, Robopop        | 4:42 |
| 5.    | Diet Mountain Dew           | Del Rey, Mike Daly (en)           | Haynie, Jeff Bhasker*  | 3:43 |
| 6.    | National Anthem             | Del Rey, Parker, The Nexus        | Haynie                 | 3:51 |
| 7.    | Dark Paradise               | Del Rey, Rick Nowels              | Haynie, Nowels*        | 4:03 |
| 8.    | Radio                       | Del Rey, Parker                   | Haynie                 | 3:34 |
| 9.    | Carmen                      | Del Rey, Parker                   | Haynie, Bhasker^       | 4:08 |
| 10.   | Million Dollar Man          | Del Rey, Chris Braide (en)        | Haynie, Braide         | 3:51 |
| 11.   | Summertime Sadness          | Del Rey, Nowels                   | Haynie, Nowels*        | 4:25 |
| 12.   | This Is What Makes Us Girls | Del Rey, Jim Irvin (en), Larcombe | Al Shux (en), Haynie   | 3:58 |
| 49:28 |                             |                                   |                        |      |

| Target • piste bonus exclusive | Target • piste bonus exclusive | Target • piste bonus exclusive      | Target • piste bonus exclusive | Target • piste bonus exclusive | Target • piste bonus exclusive | Target • piste bonus exclusive | Target • piste bonus exclusive | Target • piste bonus exclusive | Target • piste bonus exclusive |
| No                             | Titre                          | Auteur                              | Réalisateur artistique         | Durée                          |                                |                                |                                |                                |                                |
| ------------------------------ | ------------------------------ | ----------------------------------- | ------------------------------ | ------------------------------ | ------------------------------ | ------------------------------ | ------------------------------ | ------------------------------ | ------------------------------ |
| 13.                            | Without You                    | Del Rey, Sacha Skarbek              | Haynie                         | 3:49                           |                                |                                |                                |                                |                                |
| 14.                            | Lolita                         | Del Rey, Liam Howe, Hannah Robinson | Haynie                         | 3:40                           |                                |                                |                                |                                |                                |
| 56:51                          |                                |                                     |                                |                                |                                |                                |                                |                                |                                |

| France • Édition limitée • une piste bonus | France • Édition limitée • une piste bonus | France • Édition limitée • une piste bonus | France • Édition limitée • une piste bonus | France • Édition limitée • une piste bonus | France • Édition limitée • une piste bonus | France • Édition limitée • une piste bonus | France • Édition limitée • une piste bonus | France • Édition limitée • une piste bonus | France • Édition limitée • une piste bonus |
| No                                         | Titre                                      | Auteur                                     | Durée                                      |                                            |                                            |                                            |                                            |                                            |                                            |
| ------------------------------------------ | ------------------------------------------ | ------------------------------------------ | ------------------------------------------ | ------------------------------------------ | ------------------------------------------ | ------------------------------------------ | ------------------------------------------ | ------------------------------------------ | ------------------------------------------ |
| 13.                                        | Video Games (White Lies C-Mix)             |                                            | 7:32                                       |                                            |                                            |                                            |                                            |                                            |                                            |
| 56:06                                      |                                            |                                            |                                            |                                            |                                            |                                            |                                            |                                            |                                            |

| Special edition bonus tracks | Special edition bonus tracks | Special edition bonus tracks | Special edition bonus tracks | Special edition bonus tracks | Special edition bonus tracks | Special edition bonus tracks | Special edition bonus tracks | Special edition bonus tracks | Special edition bonus tracks |
| No                           | Titre                        | Producer(s)                  | Durée                        |                              |                              |                              |                              |                              |                              |
| ---------------------------- | ---------------------------- | ---------------------------- | ---------------------------- | ---------------------------- | ---------------------------- | ---------------------------- | ---------------------------- | ---------------------------- | ---------------------------- |
| 13.                          | Without You                  | Haynie                       | 3:49                         |                              |                              |                              |                              |                              |                              |
| 14.                          | Lolita                       | Haynie                       | 3:40                         |                              |                              |                              |                              |                              |                              |
| 15.                          | Lucky Ones                   | Haynie, Nowels*              | 3:45                         |                              |                              |                              |                              |                              |                              |
| 60:40                        |                              |                              |                              |                              |                              |                              |                              |                              |                              |

| États-Unis • iTunes Store • une piste bonus | États-Unis • iTunes Store • une piste bonus | États-Unis • iTunes Store • une piste bonus | États-Unis • iTunes Store • une piste bonus | États-Unis • iTunes Store • une piste bonus | États-Unis • iTunes Store • une piste bonus | États-Unis • iTunes Store • une piste bonus | États-Unis • iTunes Store • une piste bonus | États-Unis • iTunes Store • une piste bonus | États-Unis • iTunes Store • une piste bonus |
| No                                          | Titre                                       | Réalisateur artistique                      | Durée                                       |                                             |                                             |                                             |                                             |                                             |                                             |
| ------------------------------------------- | ------------------------------------------- | ------------------------------------------- | ------------------------------------------- | ------------------------------------------- | ------------------------------------------- | ------------------------------------------- | ------------------------------------------- | ------------------------------------------- | ------------------------------------------- |
| 16.                                         | Video Games (Joy Orbison Remix)             | Parker, Robopop, Orbison (remix)            | 4:59                                        |                                             |                                             |                                             |                                             |                                             |                                             |
| 65:38                                       |                                             |                                             |                                             |                                             |                                             |                                             |                                             |                                             |                                             |

| 16. | Born to Die (Music video)      | Yoann Lemoine | 4:45 |
| 17. | Video Games (Performance edit) |               |      |

(*) notes coréalisateur artistique

(^) notes réalisateur artistique supplémentaire
Notes
- La liste des pistes et crédits sont extraits de la pochette album[18].

## Personnel
- Credits pour Born to Die de Barnes & Noble[19].

Performance
- Lana Del Rey – artiste principale, chants, composition, écriture

Techniciens
| - Chris Braide – compositeur, Réalisateur artistique - Rick Nowels – compositeur - Mike Daly – compositeur - John Davis – mastering - Justin Parker – compositeur | - Emile Haynie – compositeur, Réalisateur artistique - Tim Larcombe – compositeur - Jim Irvin – compositeur - Lana Del Rey – compositeur - Dan Heath – compositeur |

## Ventes
Au Royaume-Uni, l'album s'est vendu à 50 000 exemplaires le jour de sa sortie. L'album a alors débuté numéro 1 la semaine de sa sortie, avec près de 116 745 copies. Lors de la deuxième semaine, l'album est resté premier au Royaume-Uni, avec plus de 60 000 copies vendues. Depuis, Born to Die s'y est vendu à plus de 1 089 554 copies.
En France, l'album a également eu un excellent démarrage, avec 48 791 ventes, dont 16 978 numériques. La deuxième semaine, l'album est resté premier avec 23 888 ventes, soit un cumul de 72 679 exemplaires. En 2014, il est certifié disque de diamant pour plus de 500 000 ventes en France.
L'album a dépassé les 10 millions d'albums vendus en 2019, ainsi que les 4 milliards de téléchargements, et est devenu en janvier 2019 le 3e album le plus vendu de tous les temps pour une femme.[réf. nécessaire]

## Classement par pays
(janvier 2013).
| Classement (2012)                        | Meilleure position |
| ---------------------------------------- | ------------------ |
| Allemagne (Classement album)             | 1                  |
| Australie (Classement album))            | 1                  |
| Autriche (Classement album)              | 1                  |
| Belgique (Classement album (Flandre))    | 2                  |
| Belgique (Classement album (Wallonie))   | 1                  |
| Canada (Classement album)                | 3                  |
| Croatie (Classement album)               | 3                  |
| Danemark (Classement album)              | 3                  |
| Écosse (Classement album)                | 1                  |
| Espagne (Classement album)               | 9                  |
| États-Unis (Billboard 200)               | 2                  |
| États-Unis (Classement album Rock)       | 3                  |
| États-Unis (Classement album Alternatif) | 1                  |
| Finlande (Classement album)              | 5                  |
| France (Classement album)                | 1                  |
| Grèce (Classement album)                 | 1                  |
| Irlande (Classement album)               | 1                  |
| Italie (Classement album)                | 5                  |
| Mexique (Classement album)               | 38                 |
| Nouvelle-Zélande (Classement album)      | 2                  |
| Norvège (Classement album)               | 1                  |
| Pays-Bas (Classement album)              | 2                  |
| Pologne (Classement album)               | 2                  |
| Portugal (Classement album)              | 2                  |
| Royaume-Uni (Classement album)           | 1                  |
| Suède (Classement album)                 | 14                 |
| Suisse (Classement album)                | 1                  |
| Tchéquie (Classement album)              | 5                  |

## Certifications
| Pays              | Certification |
| ----------------- | ------------- |
| Allemagne         | 3 × Platine   |
| Australie         | Platine       |
| Autriche          | Platine       |
| Belgique          | Platine       |
| Brésil            | Platine       |
| Danemark          | Or            |
| Espagne           | Platine       |
| États-Unis (RIAA) | 5 × Platine   |
| France            | Diamant       |
| Hongrie           | Or            |
| Irlande           | 2 × Platine   |
| Italie            | Or            |
| Nouvelle-Zélande  | Or            |
| Pologne           | Diamant       |
| Portugal          | Or            |
| Royaume-Uni       | Platine       |
| Suisse            | Platine       |
| Union européenne  | Platine       |